# فیلیس آلن
فیلیس آلن (انگلیسی: Phyllis Allen؛ ‏ ۲۵ نوامبر ۱۸۶۱ – ۲۶ مارس ۱۹۳۸) بازیگر و کمدین اهل ایالات متحده آمریکا بود. وی بین سال‌های ۱۹۱۳ تا ۱۹۲۳ میلادی فعالیت می‌کرد.

## گزیده فیلم‌شناسی
- شورش (۱۹۱۳)
- چاقالو در سن دیگو (۱۹۱۳)
- دو ملوان کارکشته (۱۹۱۳)
- پیت هیز (۱۹۱۳)
- پسر مامان (۱۹۱۳)
- سند بدهکاری مورفی (۱۹۱۳)
- بخت عاشقان (۱۹۱۴)
- روز عروسی ربه‌کا (۱۹۱۴)
- یک روز شلوغ (۱۹۱۴)
- یک رومئوی تنومند (۱۹۱۴)
- به‌دنبال لیزی استری (۱۹۱۴)
- گرفتار در کاباره (۱۹۱۴)
- قماربازان (۱۹۱۴)
- آقای جسور (۱۹۱۴)
- محل ملاقاتش (۱۹۱۴)
- آشنایی (فیلم) (۱۹۱۴)
- عشق جریحه‌دارشده تیلی (۱۹۱۴)
- یک دزد دریایی زیرآبی (۱۹۱۵)
- سقوط چاقالوی بی‌وفا (۱۹۱۵)
- توله‌سگ شجاع چاقالو (۱۹۱۵)
- آن حلقه کوچک طلا (۱۹۱۵)
- ماجراجو (۱۹۱۷)
- روز پرداخت حقوق (۱۹۲۲)
- زائر (۱۹۲۳)